# ألكسندروس كريسافوس
ألكسندروس كريسافوس (باليونانية: Αλέξανδρος Χρύσαφος)‏ هو سبّاح يوناني، مثّل بلاده في الألعاب الأولمبية الصيفية 1896.

## روابط خارجية
ألكسندروس كريسافوس على موقع أوليمبيديا (الإنجليزية)